# Смертина, Татьяна Ивановна
Татья́на Ива́новна Сме́ртина (род. 1948) — советская и российская поэтесса, переводчик; член Союза писателей СССР (1979). Лауреат премии Ленинского комсомола (1985), Всероссийской Есенинской премии (1995), премии им. Н. А. Заболоцкого (2003).

## Биография
Т. И. Смертина родилась 2 декабря 1948 года в селе Сорвижи Арбажского района Кировской области. Родители — крестьянских корней (никто в семье литературой не занимался).
Стихи начала создавать и читать с деревенской сцены с 5 лет. Первые публикации — в районной газете. Окончила Сорвижскую среднюю школу и Литературный институт им. А. М. Горького.
Публиковалась в журналах «Смена», «Огонёк», «Новый мир», «Москва», «Юность», «Дружба народов», «Наш современник», «Октябрь», «Работница», «Крестьянка», «Сельская молодёжь», «Студенческий меридиан», «Полярная звезда», «Волга», «Подъём», «Дон», «День и ночь», «Сибирь», «Кубань» и др. В еженедельнике «Литературная Россия», «Литературная газета», «Книжное обозрение», «Русь Святая», «Культура» и т. д. В альманахе «День поэзии», «Поэзия»; сборниках «Парус», « Молодые голоса», «Радуга над Вяткой», «Час России», «Стихи русских и советских поэтов», «Поэзия российских деревень» и др. В региональной периодике: «Кировская правда», «Арбажский льновод», «Путь Ленина»,  и др. Стихи звучали по радио и телевидению.
Татьяна Смертина автор многих книг: «Брусничный огонь», «Черничная царица», «Венец из ярых пчёл», «Синевластье глаз», «Край Света», «Село Сорвижи» и др. В 1985 году получила премию Ленинского комсомола за книги стихов «Село Сорвижи» и «Марья — зажги снега». Член СП СССР с 1979 года. Член правления Союза писателей России. Член-корреспондент Академии поэзии.
С 1982 года живёт и работает в Дмитрове и Москве.

## Цитата
Балкарский писатель Алим Теппеев написал о Смертиной:

Вы — единственная, кто, живя на Земле, постанывая от стыда за грехи земные, столь проникновенно и ясно видит небо, слышит голос чистейших его лучей.

## Премии и награды
- Диплом ВДНХ СССР и медаль за поэтическую победу в празднике искусств «Весенние голоса» (1971)
- премия газеты «Литературная Россия»  (1976)
- премия журнала «Смена» (1981)
- Диплом конкурса ЦК ВЛКСМ и СП СССР им. Н. Островского (1982)
- премия Ленинского комсомола (1985) — за книги стихов «Село Сорвижи» (1982) и «Марья — зажги снега» (1982)
- премия «Литературная газета» (1986)
- премия журнала «Советская женщина» (1991)
- премия журнала «Смена» (1995)
- Всероссийская Есенинская премия (1995)
- Всероссийская премия Н. А. Заболоцкого (2003)
- Библиотека села Сорвижи названа в честь Татьяны Смертиной — Библиотека имени Татьяны Смертиной (2003)[4]